# Aliçan
Alissas és un municipi francès situat al departament de l'Ardecha i a la regió d'Alvèrnia-Roine-Alps. L'any 2007 tenia 1.230 habitants.

## Demografia

### Població
El 2007 la població de fet d'Alissas era de 1.230 persones. Hi havia 447 famílies de les quals 90 eren unipersonals (43 homes vivint sols i 47 dones vivint soles), 99 parelles sense fills, 202 parelles amb fills i 56 famílies monoparentals amb fills.
La població ha evolucionat segons el següent gràfic:
Habitants censats

### Habitatges
El 2007 hi havia 501 habitatges, 460 eren l'habitatge principal de la família, 23 eren segones residències i 18 estaven desocupats. 449 eren cases i 50 eren apartaments. Dels 460 habitatges principals, 332 estaven ocupats pels seus propietaris, 113 estaven llogats i ocupats pels llogaters i 15 estaven cedits a títol gratuït; 3 tenien una cambra, 23 en tenien dues, 72 en tenien tres, 131 en tenien quatre i 232 en tenien cinc o més. 375 habitatges disposaven pel capbaix d'una plaça de pàrquing. A 177 habitatges hi havia un automòbil i a 262 n'hi havia dos o més.

### Piràmide de població
La piràmide de població per edats i sexe el 2009 era:
| Homes | Edats   | Dones |
| ----- | ------- | ----- |
| 0     | 95 o +  | 0     |
| 0     | 90 a 94 | 0     |
| 4     | 85 a 89 | 4     |
| 8     | 80 a 84 | 4     |
| 12    | 75 a 79 | 8     |
| 8     | 70 a 74 | 12    |
| 28    | 65 a 69 | 16    |
| 12    | 60 a 64 | 12    |
| 24    | 55 a 59 | 12    |
| 32    | 50 a 54 | 28    |
| 48    | 45 a 49 | 40    |
| 60    | 40 a 44 | 68    |
| 68    | 35 a 39 | 60    |
| 36    | 30 a 34 | 44    |
| 12    | 25 a 29 | 20    |
| 20    | 20 a 24 | 8     |
| 60    | 15 a 19 | 32    |
| 44    | 10 a 14 | 56    |
| 36    | 5 a 9   | 60    |
| 28    | 0 a 4   | 36    |

## Economia
El 2007 la població en edat de treballar era de 815 persones, 644 eren actives i 171 eren inactives. De les 644 persones actives 600 estaven ocupades (316 homes i 284 dones) i 42 estaven aturades (21 homes i 21 dones). De les 171 persones inactives 56 estaven jubilades, 68 estaven estudiant i 47 estaven classificades com a «altres inactius».

### Ingressos
El 2009 a Alissas hi havia 499 unitats fiscals que integraven 1.329 persones, la mediana anual d'ingressos fiscals per persona era de 18.921,5 €.

### Activitats econòmiques
Dels 47 establiments que hi havia el 2007, 1 era d'una empresa extractiva, 1 d'una empresa alimentària, 1 d'una empresa de fabricació de material elèctric, 3 d'empreses de fabricació d'altres productes industrials, 11 d'empreses de construcció, 16 d'empreses de comerç i reparació d'automòbils, 3 d'empreses d'hostatgeria i restauració, 1 d'una empresa financera, 1 d'una empresa immobiliària, 4 d'empreses de serveis, 2 d'entitats de l'administració pública i 3 d'empreses classificades com a «altres activitats de serveis».
Dels 15 establiments de servei als particulars que hi havia el 2009, 2 eren tallers de reparació d'automòbils i de material agrícola, 3 paletes, 1 guixaire pintor, 4 lampisteries, 1 electricista, 1 perruqueria, 2 restaurants i 1 tintoreria.
Dels 7 establiments comercials que hi havia el 2009, 1 era, 1 una botiga de menys de 120 m², 1 una fleca, 1 una peixateria, 1 una botiga d'equipament de la llar, 1 una botiga de mobles i 1 un drogueria.
L'any 2000 a Alissas hi havia 12 explotacions agrícoles que ocupaven un total de 355 hectàrees.

## Equipaments sanitaris i escolars
El 2009 hi havia una escola elemental.

## Poblacions més properes
El següent diagrama mostra les poblacions més properes.